# Collèges de l'université de Cambridge
L'université de Cambridge au Royaume-Uni se compose actuellement de 31 collèges, associés aux départements académiques et à l'administration centrale de l'université.
Trois collèges n'acceptent que des femmes (Murray Edwards, Newnham et Lucy Cavendish). Les 28 autres sont mixtes. Magdalene College est le dernier collège uniquement masculin à avoir ouvert ses portes à des femmes en 1988.
Les collèges de Cambridge sont des communautés d'étudiants, d'universitaires et de personnel, formant un environnement dans lequel les générations et les disciplines académiques peuvent se côtoyer, les étudiants et les boursiers profitant ainsi de « l'étendue et de l'excellence d'une université de haut niveau à un niveau intime ».
Les collèges sont gérés comme des organismes de bienfaisance autonomes de plein droit, avec leurs propres dotations et possessions. Ils offrent des services allant de l'internat, la restauration, une bibliothèque, etc., jusqu'à l'attribution de bourses d'études.
Bien que certains collèges soient plus réputés dans un domaine particulier, Churchill College pour les sciences notamment, ils admettent tous des étudiants dans chaque discipline.

## Liste des collèges
|  |  |  |  |  |  |  |  |  |  |  |

|  |  |  |  |  |  |  |  |  |  |  |  |  |  |  |

|  |  |  |  |  |  |  |  |  |  |  |

|  |  |  |  |  |  |  |  |  |  |  |  |  |  |  |

|  |  |  |  |  |  |  |  |  |  |  |

|  |  |  |  |  |  |  |  |  |  |  |  |  |  |  |

|  |  |  |  |  |  |  |  |  |

|  |  |  |  |  |  |  |  |  |  |  |

|  |  |  |  |  |  |  |  |  |  |  |

|  |  |  |  |  |  |  |  |  |  |  |  |  |  |  |

|  |  |  |  |

|  |  |  |  |  |  |  |  |  |  |  |

|  |  |  |  |  |  |  |

|  |  |  |

|  |  |  |  |  |  |  |  |  |  |  |

|  |  |  |  |  |  |  |  |  |  |  |  |  |  |  |  |  |  |

|  |  |  |  |  |  |  |  |  |  |  |

|  |  |  |  |  |  |  |  |  |  |  |  |  |  |  |

|  |  |  |  |  |  |  |  |  |  |  |

|  |  |  |  |  |  |  |  |  |  |  |

|  |  |  |  |

|  |  |  |  |  |  |  |  |  |  |  |

|  |  |  |  |  |  |  |  |  |

|  |  |  |  |  |  |  |  |  |  |  |

|  |  |  |  |  |  |  |  |  |  |  |  |  |  |  |  |  |

|  |  |  |  |  |  |  |  |  |  |  |  |  |  |  |

|  |  |  |  |  |  |  |  |  |  |  |  |  |  |  |

|  |  |

|  |  |  |  |  |  |  |  |  |  |  |

|  |  |  |  |  |  |  |  |  |  |  |

|  |  |  |  |  |  |  |  |  |  |  |  |  |  |  |

Il existe également des collèges théologiques à Cambridge (notamment Westminster College et Ridley Hall) qui sont généralement affiliés à l'université à travers la fédération théologique de Cambridge.
On peut également ajouter à cette liste les collèges qui n'existent plus aujourd'hui :
- King's Hall, fondé en 1317 ;
- Gonville Hall, fondé en 1348 et devenu Gonville and Caius en 1557 ;
- Michaelhouse qui sous le règne du roi Henri VIII d'Angleterre fusionne avec King's Hall pour former Trinity en 1546.